# L'Usurier (film 1913)
L'Usurier è un cortometraggio muto del 1913 diretto da Camille de Morlhon.

## Produzione
Il film fu prodotto dalla Pathé Frères.

## Distribuzione
Distribuito dalla Pathé Frères, uscì nelle sale cinematografiche francesi il 14 febbraio 1913.